# Traitement médiatique de la guerre russo-ukrainienne

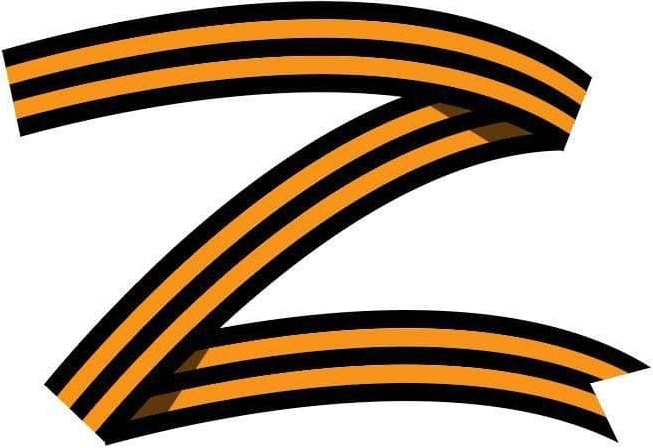
Symbole des troupes russes ayant envahi l'Ukraine en 2022

Le traitement médiatique de la guerre russo-ukrainienne, notamment pendant les troubles de 2014 et la révolution ukrainienne qui suivra grâce au mouvement Euromaïdan, diffère largement entre les médias ukrainiens, occidentaux et russes. Les médias russes, ukrainiens et occidentaux sont tous, à des degrés divers, accusés de faire de la propagande et de mener une guerre de l'information lors de leur couverture des événements. Les chaînes russes sont critiquées à plusieurs reprises pour l'utilisation d'images trompeuses, de faux récits, de fausses déclarations, de suppression et de reportages fabriqués, tels que l'accusation de crucifixion d'un enfant et de la mort d'un autre âgé de 10 ans dans des bombardements. Selon la BBC la télévision d'État russe « semble employer des techniques de conditionnement psychologique conçues pour exciter des émotions extrêmes d'agression et de haine chez le spectateur », qui, selon The Guardian, fait partie d'une « opération de guerre informationnelle-psychologique coordonnée ».
Un thème récurrent revient dans les médias russes : l'armée ukrainienne, qui compte de nombreux membres russophones, commet un « génocide » contre cette minorité. L'armée souhaiterait également une protection de la Russie contre Kiev. Cette présentation contredit un sondage montrant que moins de 20 % des résidents de l'Est souhaitent la protection de la Russie. Ils soutiennent les dénégations de la Russie quant à son implication dans la crise de Crimée, jusqu'à ce que Vladimir Poutine se vante du rôle clé des soldats russes, et continue de nier son implication dans la guerre du Donbass, malgré les preuves de bombardement régulier de la frontière par les forces russes.